# Hemmergraben
Der Hemmergraben ist ein rund 0,6 Kilometer langer, rechter Nebenfluss der Kainach in der Steiermark.

## Verlauf
Der Hemmergraben entsteht im südwestlichen Teil der Gemeinde Kainach bei Voitsberg, im nordwestlichen Teil der Katastralgemeinde Kohlschwarz, südlich des Hauptortes Kainach bei Voitsberg und des Hofes Hemmer. Er fließt in wenig ausgeprägten Talschlingen insgesamt nach Nordosten. Im Nordwesten der Katastralgemeinde Kohlschwarz mündet er südsüdöstlich des Hauptortes Kainach bei Voitsberg, östlich des Hofes Hemmer und westlich des Hofes Gurz etwa 200 Meter westlich der L341 in die Kainach, die danach nach links abbiegt. Auf seinem Lauf nimmt der Hemmergraben sowohl von links als auch von rechts je einen unbenannten Wasserlauf auf.